# Brothers & Sisters (televisieserie uit 2006)
Brothers & Sisters is een Amerikaanse dramaserie die zich afspeelt rondom de familie Walker, gevestigd in Pasadena, Californië.
De serie werd voor het eerst uitgezonden op zondag 24 september 2006 op het oude tijdslot van de ziekenhuisserie Grey's Anatomy. Brothers & Sisters werd geprogrammeerd na het inmiddels succesvolle Desperate Housewives. In de serie spelen tal van prijswinnende acteurs, zoals Academy- en Emmy Award-winnares Sally Field, Golden Globe-winnaars Rachel Griffiths en Calista Flockhart, en Emmy Award- en Golden Globe-winnares Patricia Wettig. In 2007 werd actrice Sally Field onderscheiden met een Emmy voor haar rol als Nora Walker. Rachel Griffiths was voor een andere prijs genomineerd.
Op 13 mei 2011 maakte ABC bekend dat er geen zesde seizoen komt.
Het plot van de serie vertoont belangrijke overeenkomsten met de Britse serie The Brothers, die van 1972 tot 1976 door de BBC werd opgenomen en op de Nederlandse televisie werd uitgezonden onder de titel De Hammonds.

## Rolverdeling
| Hoofdrolspelers in alfabetische volgorde |                                      |                                         |
| Acteur                                   | Personage                            | Periode                                 |
| Dave Annable                             | Justin Walker                        | Seizoen 1-5                             |
| Maxwell Perry Cotton                     | Cooper Whedon                        | Seizoen 2-4 (Seizoen 1, 5, terugkerend) |
| Kerris Lilla Dorsey                      | Paige Whedon                         | Seizoen 1-4 (Seizoen 5, terugkerend)    |
| Sally Field                              | Nora Walker-Holden                   | Seizoen 1-5                             |
| Calista Flockhart                        | Katherine 'Kitty' McCallister-Walker | Seizoen 1-5                             |
| Balthazar Getty                          | Thomas 'Tommy' Walker                | Seizoen 1-3 (Seizoen 4-5, terugkerend)  |
| Rachel Griffiths                         | Sarah Walker (voorheen Whedon)       | Seizoen 1-5                             |
| Luke Grimes                              | Ryan Lafferty                        | Seizoen 4 (Seizoen 3, terugkerend)      |
| Rob Lowe                                 | Robert McCallister                   | Seizoen 2-4 (Seizoen 1, terugkerend)    |
| Luke Macfarlane                          | Scotty Wandell                       | Seizoen 2-5 (Seizoen 1, terugkerend)    |
| Gilles Marini                            | Luc Laurent                          | Seizoen 5 (Seizoen 4, terugkerend)      |
| Sarah Jane Morris                        | Julia Ridge (voorheen Walker)        | Seizoen 1-3 (Seizoen 4, Gast)           |
| John Pyper-Ferguson                      | Joe Whedon                           | Seizoen 1 (Seizoen 2, terugkerend)      |
| Matthew Rhys                             | Kevin Walker                         | Seizoen 1-5                             |
| Ron Rifkin                               | Saul Holden                          | Seizoen 1-5                             |
| Emily VanCamp                            | Rebecca Harper                       | Seizoen 1-4 (Seizoen 5, terugkerend)    |
| Patricia Wettig                          | Holly Harper                         | Seizoen 1-5                             |
| Gastrollen                               |                                      |                                         |
| Ken Olin                                 | David Caplan                         | Seizoen 2-5, terugkerend                |

## Internationaal
| Verenigde Staten    | ABC                   | 24 september 2006 |
| Canada              | Global                | 24 september 2006 |
| Australië           | Seven Network         | 2007              |
| Frankrijk           | TF1                   | 2007              |
| Nieuw-Zeeland       | TV One                | 2007              |
| Verenigd Koninkrijk | Channel 4             | 2007              |
| België              | Eén / Prime / Foxlife | 2 april 2007      |
| Italië              | Foxlife               | februari 2007     |
| Nederland           | RTL 8 / Foxlife       | 4 april 2007      |